# Ghanta

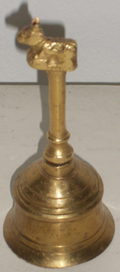
Une ghanta du sud de l'Inde surmontée du taureau Nandi représenté sur la poignée.

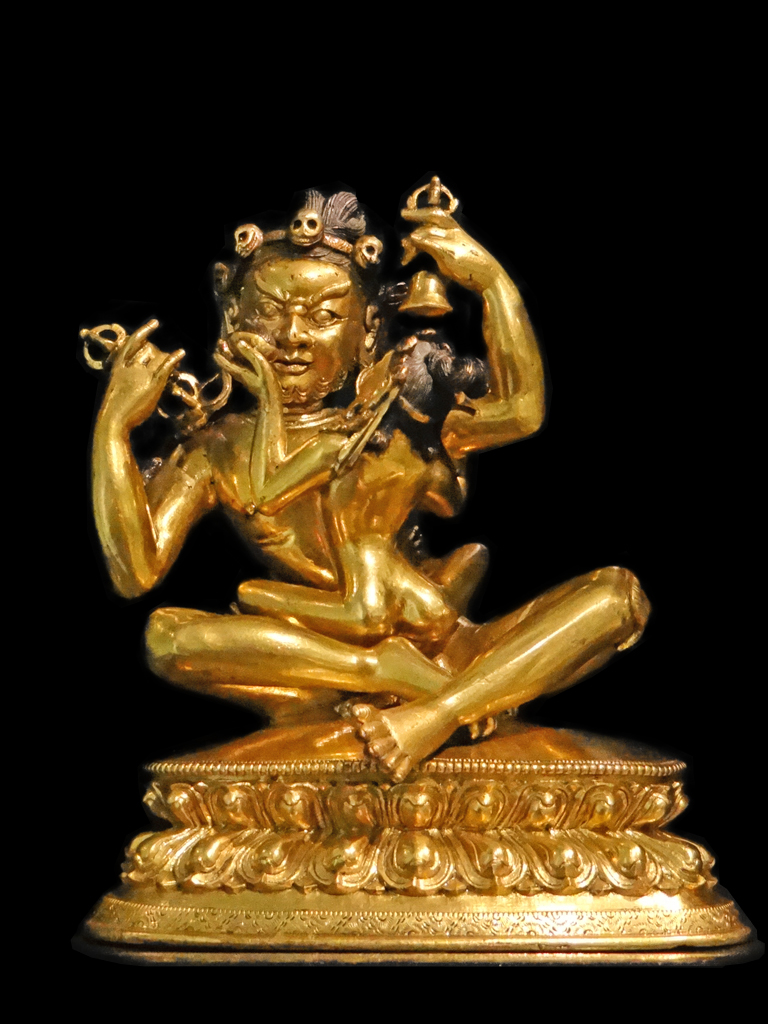
Mahasiddha Ghantapa

La ghanta (IAST : ghaṇṭā) est une cloche ou clochette indienne utilisée dans les rituels hindous.
Les temples hindouistes ont généralement une cloche métallique accrochée à l'entrée et les dévots font tinter la cloche lorsqu'ils pénètrent dans le temple. Les prêtres et les fidèles sonnent les cloches pendant la puja. Certaines cloches sont spécialement conçues pour produire les longs accords du son Om̐.
Dans toutes les religions indiennes, la ghanta est l'attribut de beaucoup de divinités, notamment de Durga.
Dans la religion bouddhiste, surtout dans le vajrayana, la cloche est un attribut (ayudha) qui forme souvent une paire avec le vajra.

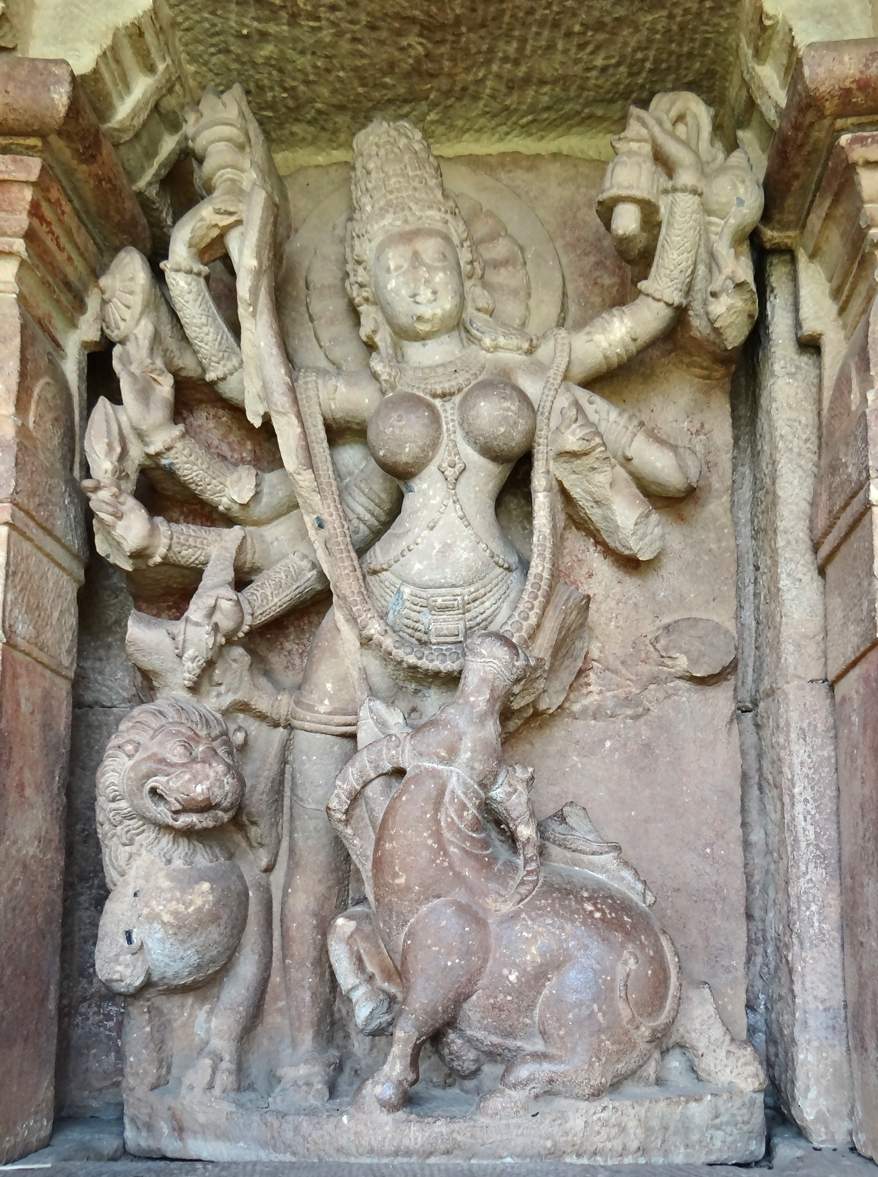
Durga terrassant le démon Mahishasura. Dans sa plus haute main gauche, un de ses attributs, la cloche.